# Friedrich Stephan von Brühl
Friedrich Stephan Graf von Brühl (* 26. Dezember 1819 in Pförten; † 5. April 1893 ebenda) war ein freier Standesherr und Mitglied des Preußischen Herrenhauses.

## Herkunft
Brühl entstammte dem alten sächsisch-thüringischen Adelsgeschlechts derer von Brühl mit Stammhaus auf Gangloffsömmern in Thüringen, das vor allem in Sachsen zu Macht und Einfluss geraten war. Die im Familienbesitz befindliche Standesherrschaft Pförten geriet als Folge des Siebenjährigen Krieges in preußisches Hoheitsgebiet, blieb aber im Besitz der Familie und begründete den Anspruch auf einen erblichen Sitz im Herrenhaus.
Brühl war Sohn des Standesherrn und Herrenhausmitglieds Friedrich August Graf von Brühl und seiner Ehefrau Augusta Frantiska, Gräfin von Sternberg-Manderscheid.

## Leben
Brühl erbte 1856 die Standesherrschaft Pförten und weitere Güter in Forst, Kohlo, Oegeln, Kümmelitz, Mehlen und Gangloffsömmern.
Ab 1851 war er Mitglied und ab 1879 Vorsitzender des Kommunal-Landtages der Niederlausitz sowie 1851–1876 Mitglied des alten und danach des neuen Landtages der Provinz Brandenburg, Vorsitzender der Stände der Niederlausitz. 1856 nahm er den erblichen Sitz der Familie im preußischen Herrenhaus ein und wurde zeitweise dessen Vorsitzender.
Im 1879 erstmals behördlich publizierten Generaladressbuch der Rittergutsbesitzer- und Gutsbesitzer im Königreich Preußen, Provinz Brandenburg, sind seine Begüterungen auf vier Seiten ausgewiesen.

## Familie
Er war mit Paula Gräfin von Spee (1826–1889) verheiratet, mit der er fünf Töchter und sieben Söhne hatte:
- Marie Sophie (1847–1865)
- Friedrich-Franz (1848–1911) ⚭ 26. Mai 1874 Bertha von Lobkowicz (1851–1887)
- Johannes Mauritius (1849–1911), preußischer Generalleutnant ⚭ 21. April 1887 Marianne von Lobkowicz (1851–1911)
- Ferdinand (1851–1911), preußischer Generalmajor
- Franz (1852–1928) ⚭ 10. November 1897 Aloysia von Quadt zu Wykradt und Isny (1869–1952) Tochter von Friedrich von Quadt-Wykradt-Isny
- Huberta (*/† 1854)
- Leopold (1856–1920)
- Maria Elisabeth (1858–1911)
- Marie Christine (1860–1924)
- Alfred (1862–1922), Maler und Kunstakademiedirektor ⚭ 12. September 1908 Therese von Lobkowicz (1876–1958)
- Heinrich (*/† 1864)
- Paul (*/† 1871)